# Miliolida
Miliolida es un orden de foraminíferos (clase Foraminiferea, o Foraminifera), tradicionalmente considerado suborden Miliolina del orden Foraminiferida. Su rango cronoestratigráfico abarca desde el Carbonífero hasta la Actualidad.

## Descripción
Son un grupo de foraminíferos bentónicos que presentan conchas aporcelanadas, compuestas de cristalitos de calcita y material orgánico. Las cristalitos tienen un alto porcentaje de magnesio y están orientadas aleatoriamente. La testa carece de poros y tiene generalmente compartimientos múltiples, que se organizan a menudo en una manera distintiva denominada miliolina.

## Ecología
Los miliólidos son abundantes en medios marinos someros (sublitoral interno, estuarios y litoral), aunque también incluyen especies del sublitoral externo. 

## Clasificación
Miliolida incluye a las siguientes superfamilias:
- Superfamilia Squamulinoidea
- Superfamilia Cornuspiroidea
- Superfamilia Nubecularioidea
- Superfamilia Milioloidea
- Superfamilia Alveolinoidea
- Superfamilia Soritoidea

Otra superfamilia considerada en Miliolida es:
- Superfamilia Milioliporoidea